# Fragile (Julie-Zenatti-Album)
Fragile ist das erste Studioalbum der französischen Sängerin Julie Zenatti und wurde am 5. Dezember 2000 veröffentlicht. Das Album wurde für 200.000 verkaufte Exemplare mit Zweifach-Gold ausgezeichnet. An dem Album wirkten Künstler wie Luck Mervil und Patrick Fiori mit.

## Titelliste
| #   | Titel                                                         | Komponist(en)                                      | Länge |
| --- | ------------------------------------------------------------- | -------------------------------------------------- | ----- |
| 1.  | Why                                                           | Luck Mervil                                        | 5:00  |
| 2.  | Si je m’en sors                                               | Patrick Fiori / Julie Zenatti                      | 3:26  |
| 3.  | Tout s’en va                                                  | Marie-Jo Zarb / Noham Kaniel                       | 3:42  |
| 4.  | La vérité m’attire                                            | Emma Pérez / Calogero Bros                         | 2:42  |
| 5.  | Ce qu’il me reste de toi                                      | Zazie / Vincent-Marie Bouvot                       | 4:13  |
| 6.  | Eldorado                                                      | K. Shona                                           | 4:29  |
| 7.  | Pour y croire encore                                          | Marie Jo Zarb / Noham Kaniel                       | 3:49  |
| 8.  | Entre nous                                                    | K.Shona / E.Rodier                                 | 4:29  |
| 9.  | Fragile                                                       | Michel Jourdan / Noham Kaniel                      | 4:20  |
| 10. | Le couloir de la vie                                          | Passi / Nicolas Nocchi / Raoul Paz / Julie Zenatti | 4:11  |
| 11. | Toutes les douleurs                                           | Julie d’Aimé / Calogero Bros                       | 4:13  |
| 12. | La vérité m’attire (version symphonique) (iTunes Bonus track) | Emma Pérez / Calogero Bros                         | 2:40  |
| 13. | Si je m’en sors (remix)                                       | Patrick Fiori / Julie Zenatti                      | 3:33  |

## Rezeption
Das Album war 26 Wochen in den französischen Charts und erreichte den 24. Platz. Die Single Why war drei Wochen in den französischen Charts, davon eine Woche auf Platz 70. Si je m’en sors war 16 Wochen in den französischen Charts, davon eine Woche auf Platz 12.

« Forte d’une notoriété acquise avec la comédie musicale Notre-Dame de Paris, Julie Zenatti est fin prête pour se consacrer à une carrière solo qui s’annonce sous de beaux auspices avec le galop d’essai Fragile… Avec Fragile, Julie Zenatti s’annonce donc comme une interprète souple, capable d’embrasser plusieurs univers avec une apparente facilité, ce qu’elle s’emploiera à démontrer au cours de ses disques suivants. »

„Mit dem Ruf, den Julie Zenatti sich im Musical Notre Dame de Paris erworben hat, ist sie endlich bereit für eine Solokarriere, die mit Fragile schön begonnen hat … Julie Zenatti ist eine flexible Interpretin, die mit Leichtigkeit verschiedene Stile singen kann, wie sich auf den nächsten Alben zeigen wird.“